# Кто сказал, что мы плохо жили?..
«Кто сказал, что мы плохо жили?..» — второй студийный альбом группы «Любэ», вышедший в 1992 году.

## История создания
Расторгуев:
Конечно, это нельзя рассматривать в идеологическом плане. Как нам, музыкантам, могло в то время нравиться петь про красные флаги, комсомол? Хотелось побитловать, но существовали худсовет и идеологически выдержанный блок песен. Каких только маразмов ни случалось! Но тёплые воспоминания о юности вычеркивать из жизни нелепо и охаивать свою молодость я совершенно не склонен. Я был молод, я был счастлив, у меня было много сил. И ту особую атмосферу, даже запахи оттуда я ощущаю до сих пор.
Николай Расторгуев

## Музыкальная критика
Интернет-обозрение TUT.BY пишет, что выпуском второго альбома группа подтвердила свой звёздный статус и целая обойма песен вновь стали хитами. Сам альбом в рецензии назван «блестящим».
Музыкальный обозреватель газеты «Коммерсантъ» Борис Барабанов в своей рецензии охарактеризовал альбом «Кто сказал, что мы плохо жили!» как предисловие к разгоревшейся ближе к концу десятилетия и всячески поддержанной начальством ностальгии по всему советскому. Реплика «Отдавай-ка землицу Алясочку!» из песни «Не валяй дурака, Америка!» того же периода — прообраз будущих посланий пламенных антиамериканистов. Мягко, но регулярно звучащая по радио фраза «„Кати нэт!“ — ответит грузин» («Улочки московские») работает лучше, чем любые вопли шовинистов.
Согласно Светлане Лисиной из авторского коллектива «Новейшей истории отечественного кино», с выходом альбома, интеллигенция поначалу воспримет группу и её успех как ярчайшее проявление люмпенизации и грядущей милитаризации общества, однако бесспорный (не столько музыкальный, сколько харизматический и артистический) дар Расторгуева, в котором причудливо сочетаются трагизм и ирония, заставит забыть об этих подозрениях. Для Матвиенко же «Любэ» станет первым успешным проектом его продюсерского центра, который откроется в 1992 году.
Владимир Завьялов (Афиша Daily) выделил работу творческого дуэта «Матвиенко-Шаганов», отметив, что альбом «набит хитами под завязку», и заключил, что с этим альбомом «Любэ» «выписывается из Люберец» и начинает строить фундамент самой народной группы страны.

## Список композиций
Вся музыка написана И. Матвиенко.
| №                   | Название                         | Текст песни         | Длительность |
| ------------------- | -------------------------------- | ------------------- | ------------ |
| 1.                  | «Давай-наяривай»                 | А. Шаганов          | 5:27         |
| 2.                  | «А ну-ка девушки»                | А. Шаганов          | 5:16         |
| 3.                  | «Ёлки-палки» (исп. с Н. Лапиной) | А. Шаганов          | 2:12         |
| 4.                  | «Не валяй дурака, Америка!»      | А. Шаганов          | 3:29         |
| 5.                  | «Тулупчик заячий»                | М. Андреев          | 4:16         |
| 6.                  | «За тебя»                        | М. Андреев          | 4:04         |
| 7.                  | «Помилуй, Господи, нас грешных»  | Л. Дербенёв         | 4:44         |
| 8.                  | «Трамвай „пятёрочка“»            | М. Андреев          | 4:38         |
| 9.                  | «Старый барин»                   | А. Шаганов          | 3:32         |
| 10.                 | «Ша!»                            | В. Баранов          | 4:42         |
| 11.                 | «No More Barricades»             | Т. Маролда          | 4:25         |
| Общая длительность: | Общая длительность:              | Общая длительность: | 46:45        |

Переиздания:
1. Первое издание альбома 1992 года: отличается оформлением и дизайном обложки.
2. Переиздание 1996 года: отличается обновлённым дизайном обложки, наличием буклета с текстами песен, внесены изменения в состав группы.
3. Юбилейное издание выпущенное в 2002 году к 10-летию группы. В альбом добавлены Bonus-tracks live:
Вся музыка написана И. Матвиенко.
| №   | Название            | Текст песни | Длительность |
| --- | ------------------- | ----------- | ------------ |
| 12. | «Комбат»            | А. Шаганов  | 5:09         |
| 13. | «Младшая сестрёнка» | А. Шаганов  | 4:06         |
| 14. | «Там, за туманами»  | А. Шаганов  | 3:50         |

4. Юбилейное издание, выпущенное к 25-летию группы. В отличие от оригинального альбома отсутствует трек № 11 «No more barricades». Издание выпущено на LP-носителях (винил) в 2014 г., а также на CD в 2015 г.

## Участники записи

### Любэ
- Николай Расторгуев — вокал
- Вячеслав Терешонок — гитара
- Сергей Башлыков — бас-гитара
- Виталий Локтев — клавишные
- Александр Ерохин — ударные

### Дополнительные музыканты
- Игорь Матвиенко — клавишные, аранжировка, программирование
- Алексей Хохлов — гитара
- Наталья Лапина — вокал в песне «Ёлки-палки»
- Анатолий Кулешов — хормейстер, тенор
- Евгений Насибулин — баритон
- Олег Зенин, Алексей Тарасов — бас

### Производство
- Игорь Матвиенко — композитор, художественный руководитель
- А. Шаганов, М. Андреев, Л. Дербенёв, В. Баранов, Т. Маролда — авторы стихов
- И. Евдокимов, С. Рылеев (Студия Московского Дворца Молодёжи, запись: 1, 2, 6, 7, 9, 10, 11) — звукорежиссёры
- О. Сальхов (Студия SNC, запись: 3, 4, 5, 8) — звукорежиссёр
- Christoph Stickel, MSM (Mastering Studio München) — мастеринг
- А. Фадеев, Е. Военский — фотографии (также были использованы исторические фотографии 20-30-х гг.)
- Д. Перышков (DirectDesign) — дизайн обложки
- В. Кондырь — исполнительный директор
- О. Головко — директор группы